# Édouard René Lefebvre de Laboulaye
Édouard René Lefebvre de Laboulaye (Párizs, 1811. január 18. – Párizs, 1883. május 24.) francia jogtörténeti író, tanár, politikus és publicista, a Magyar Tudományos Akadémia tiszteleti tagja.

## Élete
A párizsi jogakadémián tanult és rövid ideig öccse, Károly betűöntödéjében dolgozott, aki íróként és feltalálóként vált ismertté. Miután néhány műve (köztük a Recherches sur la condition civile et politique des femmes depuis les Romains jusqu'à nos jours, 1843) pályadíjat nyert, 1845-ben megválasztották az Académie des Inscriptions tagjává, 1849-ben pedig kinevezték az összehasonlító jogtudományok tanárává a Collège de France katedrájára. 1871-ben képviselő lett, 1875-ben pedig élethossziglan szenátor.

## Munkássága
Laboulaye a feltétlen szabadságot hirdette; a nevelés, a lelkiismeret, az egyesülés szabadsága mellett síkra szállt a rabszolgaság ellen is. Legkiválóbb alkotása a nagy készültséggel és mély kritikával megírt Histoire politique des États-Unis 1620–1789 (magyarul is: Az Egyesült-Államok története, Huszár Imre és Szász Domokos fordításában 1869-ben). Szatirikus korrajza Paris en Amérique (magyarul: Páris Amerikában, fordította Márkus István, 1869).

## Kulturális hatása
- Laboulaye személye fontos szerepet játszik A nemzet aranya: Titkok könyve című kalandfilmben.

## Magyarul megjelent művei
- Lengyelország első felosztása; ford. Ribáry Ferenc; Ráth, Pest, 1869
- Laboulaye Ede: Az állam és határai; ford. Molnár Antal; Stein, Kolozsvár, 1869
- Párisi Doctor René Lefebvre: Páris Amerikában, 1-2.; ford. Márkus István; Ráth, Pest, 1869
- Az Egyesült Államok története. 1. korszak, A gyarmatok a forradalom előtt 1620–1763; ford. Huszár Imre; Ráth, Pest, 1870 (A magyar nemzet jutányos családi könyvtára)
- Az Egyesült Államok története. 2. korszak, A függetlenségi harc 1763–1782; ford. Huszár Imre; Ráth, Pest, 1871 (A magyar nemzet jutányos családi könyvtára)
- Az Egyesült Államok története. 3. korszak, Az Egyesült Államok alkotmánya 1783–1789; ford. Szász Domokos; Ráth, Pest, 1871 (A magyar nemzet jutányos családi könyvtára)
- Pudli fejedelem. Regény; ford. Amica [Sámi Lászlóné]; Légrády, Pest, 1871
- Abdallah, vagy A négylevelű lóhere. Arab mese; ford. Berczik Árpád; Athenaeum, Pest, 1872
- A pofon; ford. Bartócz Ilona; Móra, Bp., 1961
- Mesék; ford. Lantos László, bev. Viorica Huber; Ifjúsági, Bukarest, 1962